# USS Finch (DE-328)
USS Finch (DE-328) là một tàu hộ tống khu trục lớp Edsall từng phục vụ cùng Hải quân Hoa Kỳ trong Chiến tranh Thế giới thứ hai. Nó là chiếc tàu chiến duy nhất của Hải quân Hoa Kỳ được đặt cái tên này, theo tên Thiếu úy Hải quân Joseph Warren Finch Jr. (1920-1942), người từng phục vụ trên tàu khu trục Laffey (DD-459) và đã tử trận vào ngày 13 tháng 11, 1942 khi Laffey bị đánh chìm trong trận Hải chiến Guadalcanal. Nó đã phục vụ cho đến khi chiến tranh kết thúc, xuất biên chế năm 1946; rồi được chuyển cho Tuần duyên Hoa Kỳ để phục vụ như là chiếc USCGC Finch (WDE-428) từ năm 1951 đến năm 1954. Sau khi hoàn trả cho Hải quân, nó được xếp lại lớp như một tàu hộ tống khu trục cột mốc radar DER-328 và tiếp tục phục vụ cho đến năm 1973, cũng như đã từng tham gia cuộc Chiến tranh Việt Nam. Con tàu cuối cùng bị bán để tháo dỡ vào năm 1974. Finch được tặng thưởng sáu Ngôi sao Chiến trận do thành tích phục vụ tại Việt Nam.

## Thiết kế và chế tạo
Lớp Edsall có thiết kế hầu như tương tự với lớp Cannon dẫn trước; khác biệt chủ yếu là ở hệ thống động lực Kiểu FMR do được trang bị động cơ diesel Fairbanks-Morse dẫn động qua hộp số giảm tốc đến trục chân vịt. Đây là cấu hình động cơ được áp dụng rộng rãi trên tàu ngầm, được chứng tỏ là có độ tin cậy cao hơn so với lớp Cannon.
Vũ khí trang bị bao gồm ba pháo 3 in (76 mm)/50 cal trên tháp pháo nòng đơn có thể đối hạm hoặc phòng không, một khẩu đội pháo phòng không Bofors 40 mm nòng đôi và tám pháo phòng không Oerlikon 20 mm. Vũ khí chống ngầm bao gồm một dàn súng cối chống tàu ngầm Hedgehog Mk. 10 (có 24 nòng và mang theo 144 quả đạn); hai đường ray Mk. 9 và tám máy phóng K3 Mk. 6 để thả mìn sâu. Con tàu vẫn giữ lại ba ống phóng ngư lôi Mark 15 21 inch (533 mm), và được trang bị radar SC dò tìm không trung và mặt biển. Thủy thủ đoàn đầy đủ bao gồm 186 sĩ quan và thủy thủ.
Finch được đặt lườn tại xưởng tàu của hãng Consolidated Steel Corporation ở Orange, Texas vào ngày 29 tháng 6, 1943. Nó được hạ thủy vào ngày 28 tháng 8, 1943, được đỡ đầu bởi cô Grace Cushing, vị hôn thê của Thiếu úy Finch, và nhập biên chế cùng Hải quân Hoa Kỳ vào ngày 13 tháng 12, 1943 dưới quyền chỉ huy của Hạm trưởng, Thiếu tá Hải quân Albert Henry Nienau.

## Lịch sử hoạt động

### 1944 - 1947
Sau khi hoàn tất việc chạy thử máy huấn luyện tại khu vực Bermuda, Finch đi đến Curaçao, Tây Ấn thuộc Hà Lan vào ngày 7 tháng 3, 1944 để hộ tống hai đoàn tàu chở dầu vượt Đại Tây Dương để đi sang Casablanca và Algiers cho đến ngày 31 tháng 5. Sau một giai đoạn huấn luyện tại vùng biển Caribe và ngoài khơi Casco Bay, Maine, nó khởi hành từ Norfolk, Virginia vào ngày 28 tháng 7 hộ tống một đoàn tàu đi sang Naples, Ý để tham gia vào Chiến dịch Dragoon, cuộc đổ bộ của lực lượng Đồng Minh lên miền Nam nước Pháp. Sau khi quay trở về New York vào ngày 31 tháng 8, trong giai đoạn từ ngày 29 tháng 9, 1944 đến ngày 8 tháng 5, 1945, nó còn tiếp tục hộ tống thêm năm đoàn tàu vận tải vượt đại dương, xuất phát từ New York và Boston, Massachusetts để đi sang các cảng Anh.
Sau khi chiến tranh kết thúc tại Châu Âu, Finch chuẩn bị để được điều động sang khu vực Mặt trận Thái Bình Dương. Nó đi đến Trân Châu Cảng vào ngày 12 tháng 7, và tiếp tục đi đến Guam thuộc quần đảo Mariana, nơi nó gia nhập một lực lượng đặc nhiệm tàu sân bay vào ngày 13 tháng 8. Sau khi Nhật Bản chấp nhận đầu hàng vào ngày 15 tháng 8, giúp chấm dứt vĩnh viễn cuộc xung đột, nó khởi hành vào ngày 17 tháng 8 để đi sang Leyte, Philippines. Con tàu tham gia vào nhiệm vụ chiếm đóng, bao gồm việc di tản những cựu tù binh chiến tranh Đồng Minh khỏi các trại tập trung tại Triều Tiên đến Đài Loan trong tháng 9.
Quay trở về Hoa Kỳ, Finch đi vào ụ tàu tại Green Cove Springs, Florida vào ngày 4 tháng 10,  1946 để đại tu nhằm chuẩn bị ngừng hoạt động. Nó được cho xuất biên chế tại đây vào ngày 6 tháng 3, 1947, và được đưa về Hạm đội Dự bị Đại Tây Dương.

### USCGCFinch(WDE-428)
Trong giai đoạn Chiến tranh Triều Tiên, từ ngày 24 tháng 8, 1951 đến ngày 23 tháng 4, 1954, Finch được tạm thời chuyển cho lực lượng Tuần duyên Hoa Kỳ để hoạt động như là tàu cutter tuần tra USCGC Finch (WDE-428) dưới quyền chỉ huy của Hạm trưởng, Trung tá Tuần duyên G. R. Boyce, Jr. Con tàu đã phục vụ quan trắc thời tiết dọc theo vùng bờ Tây Hoa Kỳ và tại Viễn Đông.

### 1956 - 1969
Sau khi được hoàn trả cho Hải quân, Finch được cải biến thành một tàu hộ tống khu trục cột mốc radar, xếp lại lớp và mang ký hiệu lườn mới DER-328 vào ngày 17 tháng 8, 1956. Nó được cho tái biên chế trở lại vào ngày 17 tháng 8, 1956 dưới quyền chỉ huy của Hạm trưởng, Thiếu tá Hải quân James Keith Athow.
Đặt cảng nhà tại Seattle, Washington từ ngày 17 tháng 12, 1956 đến ngày 10 tháng 9, 1958, Finch phục vụ như cột mốc radar ngoài khơi bờ Tây tại hàng rào Thái Bình Dương, trong Đường cảnh báo sớm từ xa - (DEW: Distant Early Warning) Line - nhằm cảnh báo sớm khả năng bị máy bay ném bom chiến lược hay tên lửa đạn đạo đối phương tấn công. Con tàu chuyển cảng nhà đến Trân Châu Cảng vào ngày 16 tháng 9, 1958 với nhiệm vụ tương tự cho đến ngày 16 tháng 5, 1960, và sau đó lại chuyển đến cảng nhà San Francisco, California cho đến năm 1962. Trong giai đoạn từ năm 1966 đến năm 1968, nó đã tham gia các hoạt động trong cuộc Chiến tranh Việt Nam.
Finch được cho xuất biên chế lần sau cùng tại Xưởng hải quân Puget Sound ở Bremerton, Washington vào ngày 3 tháng 10, 1969, rồi rút tên khỏi danh sách Đăng bạ Hải quân vào ngày 1 tháng 2, 1974. Con tàu bị bán để tháo dỡ vào ngày 16 tháng 8, 1974.

## Phần thưởng
Finch được tặng thưởng sáu Ngôi sao Chiến trận do thành tích phục vụ trong Chiến tranh Việt Nam.
|             |  |                           |
|             |  |                           |
|             |  |                           |
| Bronze star |  | Silver star · Bronze star |
|             |  |                           |

| Dãi băng Hoạt động Tác chiến                                    |                                                                    |                                                        |
| Huân chương Phục vụ Trung Hoa                                   | Huân chương Chiến dịch Hoa Kỳ                                      | Huân chương Chiến dịch Châu Á-Thái Bình Dương          |
| Huân chương Chiến dịch Châu Âu-Châu Phi-Trung Đông              | Huân chương Chiến thắng Thế Chiến II                               | Huân chương Phục vụ Chiếm đóng Hải quân                |
| Huân chương Phục vụ Phòng vệ Quốc gia với 1 Ngôi sao Chiến trận | Huân chương Phục vụ Triều Tiên (phục vụ Tuần duyên)                | Huân chương Phục vụ Việt Nam với 6 Ngôi sao Chiến trận |
| Huân chương Anh Dũng Bội Tinh (Việt Nam Cộng Hòa)               | Huân chương Liên Hiệp Quốc Phục vụ Triều Tiên (phục vụ Tuần duyên) | Huân chương Chiến dịch Bội Tinh (Việt Nam Cộng Hòa)    |